# Rentamt Berchtesgaden

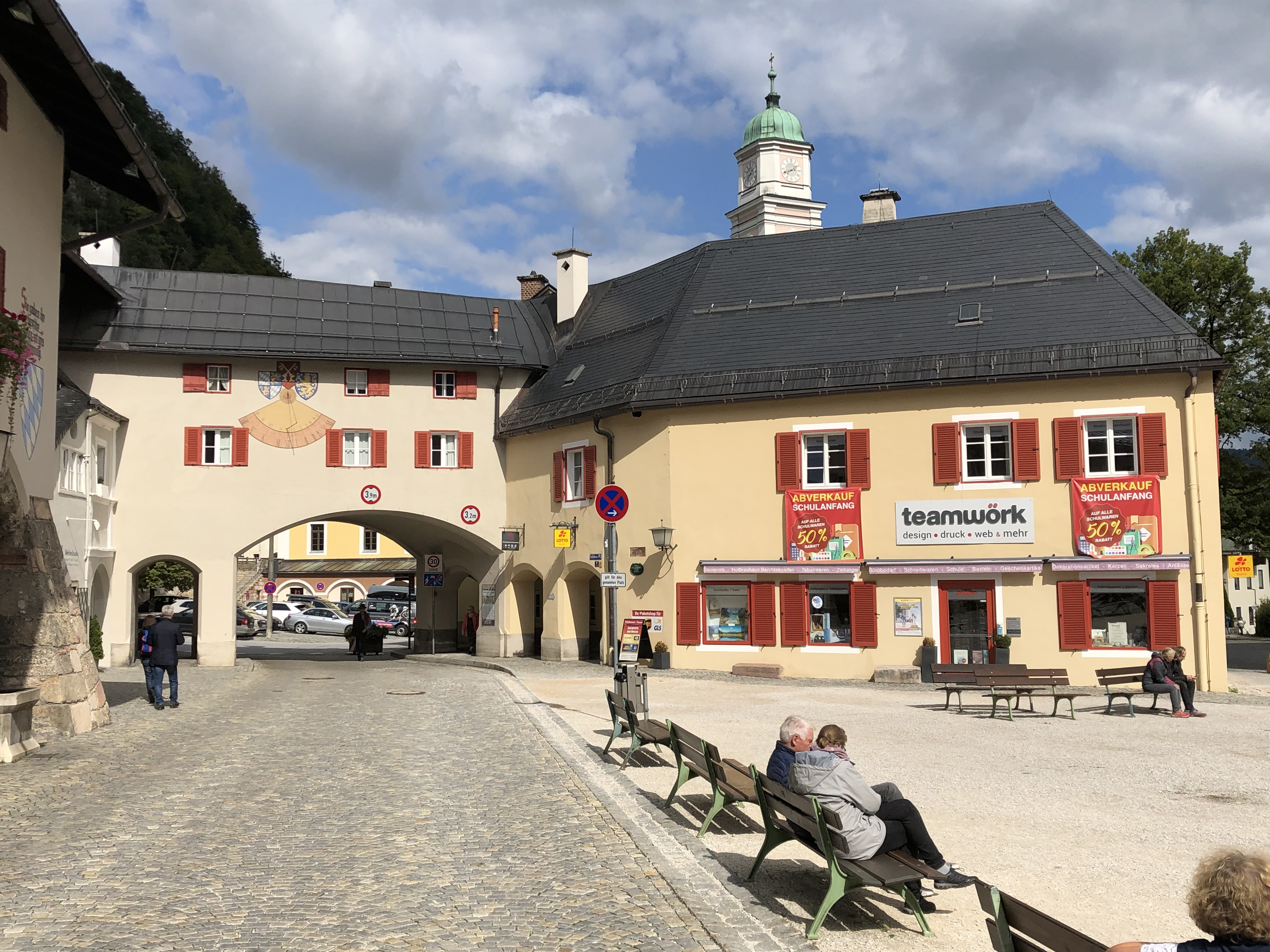
Das Gebäude des ehemaligen Rentamts Berchtesgaden, links davon der Rentamtsbogen

Das Rentamt Berchtesgaden hatte seinen Sitz in denkmalgeschützten Gebäuden des Schlossplatz-Ensembles  in Berchtesgaden und war für die Landgerichte  Berchtesgaden und Reichenhall zuständig. Es bezeichnet noch heute (Stand: 2022) den Rentamtsbogen innerhalb des Schlossplatz-Ensembles, der eine über die Straße führende Verbindung zwischen dem ehemaligen Kassierhaus des Klosterstifts und dem ehemaligen Rentamtsgebäude (davor: fürstpröpstliche Stallmeisterei) herstellt.

## Geschichte

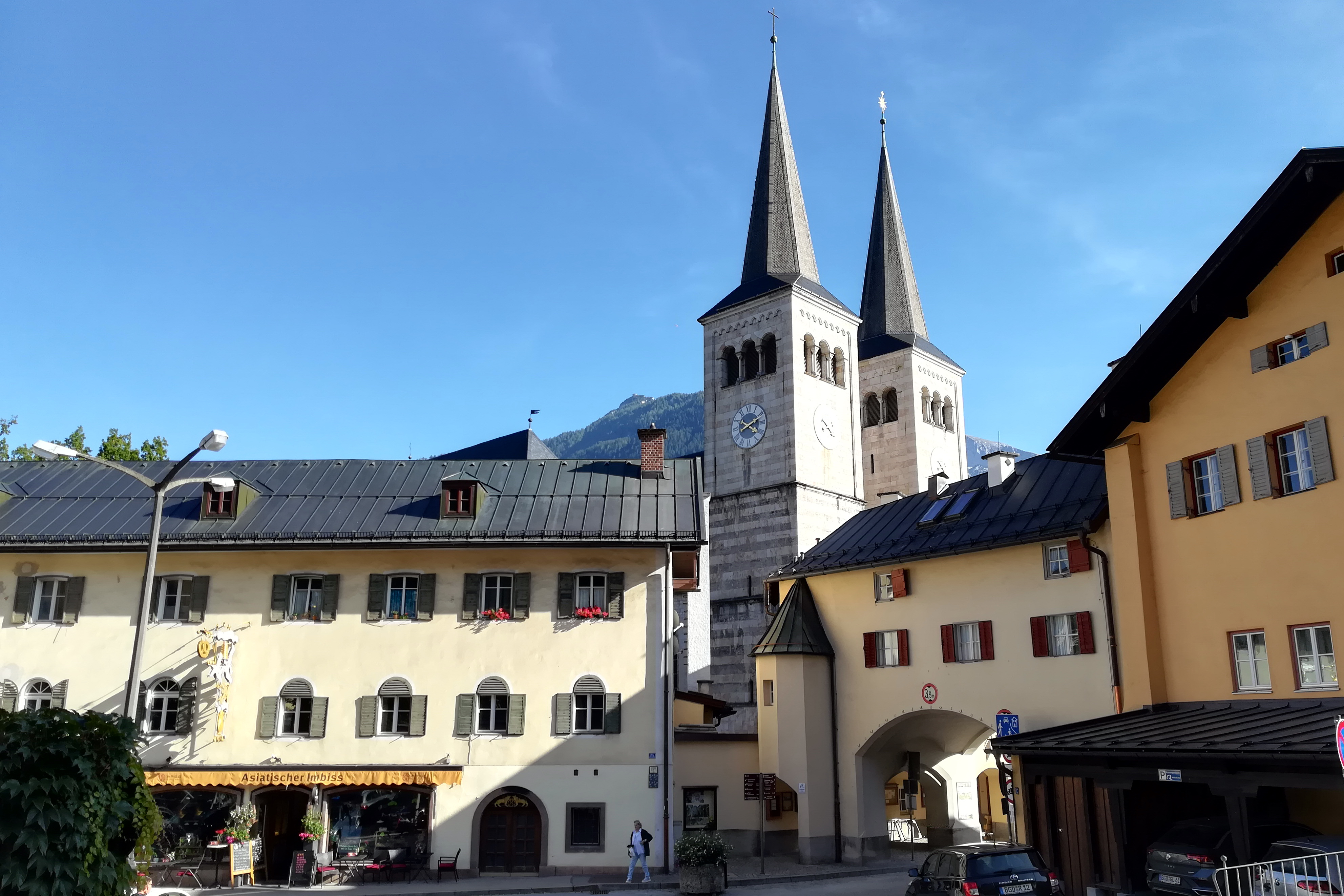
Der Rentamtsbogen „von außen“ rechts unterhalb der Turmspitzen der Stiftskirche

Im Zuge der „Organisation der Fürstenthümer Salzburg und Berchtesgaden“ wurde dieses Rentamt zeitgleich mit dem Landgericht Berchtesgaden im Namen des bayerischen Königs Maximilian I. Joseph (1756–1825) im Januar 1811 eingerichtet und löste damit die Hofmeisterei der Fürstpropstei Berchtesgaden ab.
Als dafür zu nutzende Räumlichkeiten wurde innerhalb des Schlossensembles die ehemals seit etwa dem Ende des 17. Jahrhunderts an den Kassierbogen angrenzende fürstpröpstliche Stallmeisterbehausung bzw. „Stallmeisterei“ umgewandelt. Der Kassierbogen heißt seit dieser Umwandlung bis heute noch „Rentamtsbogen“, der mit drei Wappen und einer Sonnenuhr verziert ist.  In den Diensträumen waren ein Vorstand, der, wie die Quelle vermerkt, meist dem bayerischen Adel angehörte, sowie drei bis vier Angestellte tätig.
1892 wurde etwa zwei Kilometer entfernt in der Salzburger Straße ein neues Rentamtsgebäude mit Vorsteherwohnung erbaut und am 1. Oktober 1893 bezogen. Die Verstaatlichung der bayerischen Rentämter in 1903 erforderte wiederum einen Erweiterungsbau, der 1911 fertiggestellt wurde. 1919 wurden die Rentämter aufgelöst und die bayerische Steuerhoheit ging auf das Reich über, was wiederum die Schaffung einer eigenen Reichsfinanzverwaltung mit nunmehr als Finanzämter bezeichneten Behörden vor Ort bedingte.